# Haralds Biezais
Haralds Teodors Biezais (*  10. Juli 1909 in Lestene in Lettland; † 18. Mai 1995 in Stockholm) war ein lettischer Religionshistoriker.

## Leben und Wirken
Haralds Biezais entstammte einer armen lettischen Bauernfamilie. Er studierte von 1928 bis 1932 an der theologischen Fakultät der Universität Riga. 1930 erhielt er das Recht zu predigen und wurde im Oktober 1932 in Riga zum evangelisch-lutherischen Pfarrer ordiniert.
Im Herbst 1934 ging er nach Zürich und hörte Vorlesungen unter anderem von Emil Brunner und Carl Gustav Jung. Während seines Aufenthalts in Zürich hatte er auch Kontakt mit Albert Schweitzer, dem er einen Teil seiner Dissertation widmete. 1936 setzte er seine Studien an der Universität Straßburg fort. 1938 reichte er in Riga seine Dissertation ein und erhielt das Jahr darauf den Doktortitel für Theologie. Er gab dann in Gramdza (Bezirk Priekule) Religionsunterricht.
1940 habilitierte er sich mit einer Schrift über Emil Brunner und wurde Privatdozent an der Theologischen Fakultät in Riga. Der Einmarsch der Roten Armee 1940 und der Wehrmacht 1941 führten zu größeren Unruhen. Da er nicht nach Deutschland auswandern durfte, floh er 1944 mit seiner Frau und Tochter nach Gotland. 1945 wurde er Assistent an der Universität Uppsala, wo er zudem Philosophie studierte. 1955 erhielt er den Doktortitel in Philosophie. 1958 wurde er außerordentlicher Professor für Religionsgeschichte in Uppsala und 1961 wurde er zum ordentlichen Professor berufen. Er war zudem von 1971 bis 1972 Gastprofessor im finnischen Turku und von 1975 bis 1976 an der Universität Bonn. 1980 wurde er emeritiert. Im Jahre 1990 erhielt er von der Universität Helsinki die Ehrendoktorwürde.

## Deutschsprachige Bücher
- Die Hauptgöttinnen der alten Letten. Almquist & Wiksell, 1955. (Dissertation)
- Die Gottesgestalt der Lettischen Volksreligion. Almquist & Wiksell, 1961.
- Die himmlische Götterfamilie der alten Letten. Almquist & Wiksell, 1972.
- Lichtgott der alten Letten. Almquist & Wiksell, 1976.
- mit Åke V. Ström: Germanische und baltische Religion. Kohlhammer, Stuttgart 1975.
- Die baltische Ikonographie. Brill 1985.